# Верхній Бугзас
Верхній Бугза́с (рос. Верхний Бугзас) — селище у складі Таштагольського району Кемеровської області, Росія. Входить до складу Усть-Кабирзинського сільського поселення.
Стара назва — Поукзас.

## Населення
Населення — 38 осіб (2010; 28 у 2002).
Національний склад (станом на 2002 рік):
- шорці — 92 %